# Harry Carson
Harold Donald Carson (Florence, 26 novembre 1953) è un ex giocatore di football americano statunitense, inserito nella Pro Football Hall of Fame nel 2006. Carson fu scelto nel corso del quarto giro del Draft NFL 1976 dai New York Giants, trascorrendo con essi tutta la carriera e vincendo il Super Bowl XXI nel 1986.

## Carriera professionistica
Harry Carson iniziò a giocare a football americano ad alto livello alla South Carolina State University, dove non mancò una sola partita nei quattro anni universitari, divenendo il primo atleta della Mid-Eastern Athletic Conference ad essere premiato come miglior giocatore difensivo dell'anno per due stagioni consecutive.
Carson venne scelto al quarto giro del Draft NFL 1976 dai New York Giants, squadra con la quale avrebbe trascorso tutta la sua carriera lunga 13 stagioni.

## Palmarès
Durante la carriera di Harry Carson, i New York Giants non furono spesso tra le pretendenti al titolo, tranne nella stagione 1986, quando giunsero a disputare il Super Bowl XXI ed a vincerlo contro i Denver Broncos.
Tra i riconoscimenti a livello individuale, si ricordano:
- Inserito nella College Football Hall of Fame
- Inserito nella Pro Football Hall of Fame
- 9 convocazioni per il Pro Bowl, nel 1978, 1979 e ininterrottamente dal 1981 al 1987
- PFWA All-Rookie Team - 1976

## Statistiche
- Sack: 8
- Intercetti: 11
- Yards guadagnate su ritorno di intercetto: 212

Harry Carson realizzò nel 1986 l'unico touchdown della sua carriera sull'unico passaggio che abbia mai ricevuto, della lunghezza di 13 yard.